# Surinamische Badmintonmeisterschaft 2010
Die Surinamische Badmintonmeisterschaft 2010 fand im November 2010 in Paramaribo statt. 

## Sieger und Finalisten
| Disziplin    | Gold                                | Silber                                     |
| ------------ | ----------------------------------- | ------------------------------------------ |
| Herreneinzel | Mitchel Wongsodikromo               | Irfan Djabar                               |
| Dameneinzel  | Crystal Leefmans                    | Danielle Melchiot                          |
| Herrendoppel | Redon Coulor Mitchel Wongsodikromo  | Dylan Darmohoetomo Irfan Djabar            |
| Damendoppel  |                                     |                                            |
| Mixed        | Dylan Darmohoetomo Crystal Leefmans | Mitchel Wongsodikromo Priscille Tjitrodipo |